# Frank Buffay Jr.
Frank Buffay Jr. este un personaj fictiv din serialul Friends, creat de David Crane și Marta Kauffman. Este interpretat de Giovanni Ribisi. 
Frank este fiul lui Frank Buffay Sr. și fratele de tată a lui Phoebe și Ursula. Phoebe îl cunoaște într-una din încercările de a-și găsi tatăl. Frank se îndrăgostește de profesoara lui de economie, Alice, cu care se și căsătorește. Neputând avea copii, aceștia îi cer lui Phoebe să le poarte copilul. Ea este de acord și va naște trei frați gemeni: Frank Jr. Jr. și două fete - Leslie și Chandler. Frank este mai ciudat decât sora lui mai mare. Pasiunea sa principală este să topească diverse obiecte. Genurile muzicale preferate sunt Heavy metal-ul și Thrash metal-ul (apare îmbrăcat cu tricouri cu formațiile Motörhead și Anthrax).